# Pac-Man Championship Edition 2
Pac-Man Championship Edition 2 (パックマン チャンピオンシップ エディション2) est un jeu vidéo de labyrinthe développé par Bandai Namco Studios et édité par Bandai Namco Entertainment, sorti en 2016 sur Windows, Nintendo Switch, PlayStation 4 et Xbox One.

## Accueil
- Game Informer : 9,25/10[1]
- GameSpot : 8/10[2]